# François Girot-Pouzol
Pour les articles homonymes, voir Girot-Pouzol.
François Jean Amédée Girot-Pouzol est un homme politique français né le 18 avril 1832 au Broc (Puy-de-Dôme) et décédé le 15 juin 1898 au château de Sansac à Chalus (Puy-de-Dôme).

## Biographie
Fils de Maurice Girot-Pouzol, ancien député du Puy-de-Dôme, il est avocat. Conseiller général du canton de Saint-Germain-Lembron en 1860, il est élu député en 1865, au décès du duc de Morny, malgré l'opposition de l'administration. Il siège de 1865 à 1869 dans l'opposition.
Après la révolution du 4 septembre 1870, il devient préfet du Puy-de-Dôme. Il est réélu député en 1871, mais démissionne au moment de la signature du traité de paix, qu'il désapprouve. Il est réélu en 1873 et siège au groupe de la Gauche républicaine. Il est réélu en 1876, 1877 et 1881. Il est l'un des 363 qui refusent la confiance au gouvernement de Broglie, le 16 mai 1877. En août 1885, il est élu sénateur du Puy-de-Dôme. Battu aux sénatoriales de 1891, il essaye, sans succès, de retrouver son siège de député en 1893 et 1898.

## Sources
- « François Girot-Pouzol », dans Adolphe Robert et Gaston Cougny, Dictionnaire des parlementaires français, Edgar Bourloton, 1889-1891 [détail de l’édition] [texte sur Sycomore]